# عولش
عولش مستوطنة إسرائيلية أقيمت عام 1951 على أراضي مدينة طولكرم.

## التاريخ
تأسست مستوطنة عولش عام 1951 على أراضي مدينة طولكرم.

## السكان
بلغ عدد سكان مستوطنة عولش 1,119 نسمة عام 2018.